# Сингулярные гомологии
Сингулярные гомологии — теория гомологий, в которой инвариантность и функториальность сразу становятся очевидными, но основное определение требует работы с бесконечномерными пространствами.

## Построение
Пусть {\displaystyle X} — любое топологическое пространство.
Сингулярный симплекс размерности {\displaystyle k} — это пара {\displaystyle (\Delta ^{k},f)} где {\displaystyle \Delta ^{k}} — это стандартный симплекс {\displaystyle \langle a_{0},a_{1},...~a_{k}\rangle }, а {\displaystyle f} — его непрерывное отображение в {\displaystyle X}; {\displaystyle f:\Delta ^{k}\to X}.
Группу сингулярных цепей определим как множество формальных линейных комбинаций:
{\displaystyle c_{k}=\sum _{i}z_{i}(\Delta ^{k},f_{i})} с целыми (обычно их полагают также ограниченными) коэффициентами {\displaystyle z_{i}}.
При этом для линейного отображения {\displaystyle s_{\pi }:\Delta ^{k}\to \Delta ^{k}}, определяемого перестановкой {\displaystyle \pi } точек {\displaystyle (a_{0},a_{1},...~a_{k})}, полагают {\displaystyle (\Delta ^{k},f)=(-1)^{\pi }(\Delta ^{k},f\circ s_{\pi })}.
Граничный оператор {\displaystyle \partial } определяется на сингулярном симплексе {\displaystyle (\Delta _{k},f)} так:
{\displaystyle \partial (\Delta _{k},f)=\sum _{i}(-1)^{i}(\Delta _{k-1},f_{i})},
где {\displaystyle \Delta _{k-1}} стандартный {\displaystyle (k-1)}-мерный симплекс, а {\displaystyle f_{i}=f\circ \epsilon _{i}}, где {\displaystyle \epsilon _{i}} — это его отображение на {\displaystyle i}-ю грань стандартного симплекса {\displaystyle \Delta ^{k}(\langle a_{0},...~{\hat {a_{i}}},...~a_{k}\rangle )}.
Аналогично симплициальным гомологиям доказывается что {\displaystyle \partial \partial =0}.
Как и раньше вводятся понятия сингулярных циклов — таких цепей {\displaystyle c_{k}}, что {\displaystyle \partial {c_{k}}=0}, и границ — цепей {\displaystyle c_{k}=\partial {c_{k+1}}} для некоторого {\displaystyle c_{k+1}}.
Факторгруппа группы циклов по группе границ {\displaystyle H_{k}=Z_{k}/B_{k}} называется группой сингулярных гомологий.

### Пример
Найдём, к примеру, сингулярные гомологии пространства из одной точки {\displaystyle X=*}.
Для каждой размерности существует только одно-единственное отображение {\displaystyle f^{k}:\Delta ^{k}\to *}.
Граница симплекса {\displaystyle \partial _{k}(\Delta ^{k},f^{k})=\sum (-1)^{i}(\Delta ^{k-1},f_{i}^{k-1})}, где все {\displaystyle f_{i}^{k-1}} равны, так как отображают симплекс в одну точку (обозначим {\displaystyle f^{k-1}}).
Значит:
{\displaystyle \partial (\Delta ^{k},f^{k})=0}, если {\displaystyle k} нечетно (число членов в сумме четно, а знаки чередуются);
{\displaystyle \partial (\Delta ^{k},f^{k})=(\Delta ^{k-1},f^{k-1})}, если {\displaystyle k\not =0} и четно;
{\displaystyle \partial (\Delta ^{k},f^{k})=0}, если {\displaystyle k=0}.
Отсюда получаем для нулевой размерности: {\displaystyle Z_{0}=C_{0}=\mathbb {Z} ;\quad B_{0}=0;\quad H_{0}=\mathbb {Z} .}
Для нечётной размерности {\displaystyle k=2n-1:Z_{k}=C_{k}=\mathbb {Z} ;\quad B_{k}=\mathbb {Z} ;\quad H_{k}=0.}
Для чётной размерности {\displaystyle k=2n\not =0:Z_{k}=0;\quad B_{k}=0;\quad H_{k}=0.}
То есть группа гомологий равна {\displaystyle \mathbb {Z} } для нулевой размерности и равна нулю для всех положительных размерностей.
Можно доказать, что на множестве полиэдров сингулярные гомологии совпадают с ранее определенными симплициальными.

### История
Сингулярные гомологии были введены Лефшецом.